# Индийская ставрида
Индийская ставрида, или аравийская ставрида (лат. Trachurus indicus), — вид из рода ставриды семейства ставридовых, обитающий в западной части Индийского океана.

## Внешний вид и строение
Аравийская ставрида имеет удлиненное и слегка сжатое тело с примерно одинаковыми верхним и нижним профилями. Глаз умеренно большой и имеет хорошо развитое жировое веко, которое обычно покрывает почти весь глаз, за исключением вертикального овала со зрачком в центре. Достаточно широкая верхняя челюсть, которая простирается до переднего края глаза. Рот оснащен мелкими зубами, по одному ряду в каждой челюсти. У неё два отдельных спинных плавника, первый из которых имеет 8 жёстких лучей, а второй имеет один жесткий и 28-35 мягких лучей. Анальный плавник имеет 2 отдельных шипа спереди, за которыми следует один жёсткий луч и 24-30 мягких лучей. Длина грудных плавников равна длине головы или превышает её. Чешуя в боковой линии большая и образует щитки. Есть черное пятно на верхнем крае жаберной крышки, а верхняя часть тела от тёмной до почти черной или зеленоватая до голубоватой, в то время как бока и живот серебристые до белого. Плавники бесцветные. Максимальная общая длина 35 сантиметров.

## Распространение
Аравийская ставрида встречается в западной части Индийского океана от Красного моря и Сомали через Персидский залив на восток до Пакистана и на юг до банки Сая-де-Малха. Впервые этот вид был зарегистрирован в Средиземном море в 2004 году у берегов Турции.

## Среда обитания и биология
Аравийская ставрида — полупелагическая, придонная рыба, которая образует стаи в прибрежных водах на глубине от 20 до 250 метров, но чаще всего регистрируется на глубине менее 100 метров. По-видимому, она не регистрируется там, где температура воды ниже 20 °C или где уровень насыщения кислородом составляет менее 30 %. Половая зрелость наступает на первом году жизни рыбы, когда она достигает длины 11 сантиметров. Однако в морях у Омана половая зрелость наступает при общей длине около 16,3 сантиметра для самцов и 17,4 сантиметра для самок. Нерест происходит в Оманском заливе с августа по ноябрь, пик приходится на сентябрь и октябрь. Достигают возраста не менее семи лет, а предполагаемая продолжительность поколения составляет три с половиной года. Рацион в основном состоит из мальков рыб и мелких ракообразных.

## Рыболовство
Аравийская ставрида попадает в качестве прилова в некоторых рыболовных хозяйствах и часто выбрасывается из-за ее низкой рыночной стоимости. Она и два родственных вида являются объектом кошелькового лова в Суэцком заливе, тогда как в Сомали ее ловят ради пропитания.

## Таксономия
Вид Trachurus indicus был описан в 1966 году советским ихтиологом В. В. Некрасовым как подвид indicus вида Trachurus mediterraneus с типовым местообитанием, указанным как Аденский залив. В настоящее время он считается валидным видом.